# Ковалевский, Валерий Борисович
Вале́рий Бори́сович Ковале́вский (род. 2 июня 1941, Белгород, СССР) — советский и российский учёный, инженер, управленец, кандидат технических наук.

## Биография
Родился 2 июня 1941 года в городе Белгороде.
Окончил в 1964 г. Московский энергетический институт по специальности «Промышленная теплоэнергетика», квалификация — инженер-промтеплоэнергетик, в 1971 г. окончил аспирантуру Энергетического института им. Г. М. Кржижановского. Кандидат технических наук (1973). Действительный член Академии Строительства Украины (1995). Сфера научной и производственной деятельности — создание оборудования, технологий и материалов, обеспечивающих защиту труб, проектирование и строительство производств по нанесению защитных покрытий, экспертиза проектов трубопроводов различного назначения.
Трудовую биографию начал по завершении учёбы в ВУЗе на Челябинском металлургическом заводе инженером и продолжил на Климовском штамповочном заводе (Московская область) начальником лаборатории. После окончания аспирантуры (поступил в 1967 г.) с защитой диссертации по специальности «Теоретические основы теплотехники» оставлен в Энергетическом институте им. Кржижановского в должности младшего научного сотрудника лаборатории тепловых и атомных электростанций. С 1974 года работает во Всесоюзном научно-исследовательском институте по строительству магистральных трубопроводов (ВНИИСТ) Миннефтегазстроя СССР (сейчас Открытое акционерное общество «Инжиниринговая нефтегазовая компания — Всесоюзный научно-исследовательский институт по строительству и эксплуатации трубопроводов, объектов ТЭК» (ОАО ВНИИСТ)) старшим научным сотрудником, заведующим лабораторией, главным научным сотрудником. С 1998 г. Директор Центра теплоизоляции и неорганических покрытий. С 2010 г. Директор Центра защиты от коррозии ОАО ВНИИСТ.
Участвовал в создании производств (заводов) по нанесению антикоррозионных и теплоизоляционных покрытий на трубы в России, Казахстане, Латвии, Молдавии и Украине; в освоении Ямбургского газоконденсатного месторождения, проведении теплоизоляции магистрального газопровода «Заполярное — Новый Уренгой».
Автор более 80 патентов, изобретений и научных трудов, соавтор нормативных документов (ведомственные строительные нормы, технические условия, ГОСТ) на теплоизолированные трубы и трубы с заводскими антикоррозионными покрытиями.

## Награды
- Лауреат Премии Совета Министров СССР — за создание производств по эмалированию труб в Москве и Пензе (1991) Архивная копия от 16 февраля 2018 на Wayback Machine.
- Награждён медалями «Ветеран труда» (1990), и «В память 850-летия Москвы» (1997); удостоен званий «Заслуженный изобретатель РФ» (1995), «Заслуженный работник Минтопэнерго России» (1998), Почётный работник АО «ВНИИСТ» (1999).[3]